# Fagerön, Håbo kommun
Fagerön är en mindre ö i Mälaren i Håbo kommun, strax sydväst om Bålsta. Fagerön ligger i Norra Björkfjärden och har ett omväxlande innerskärgårdslandskap. 